# Райко Йовчевски
Райко Йовчевски (на македонска литературна норма: Рајко Јовчевски) е детски писател и преводач от Република Македония.

## Биография
Роден е в 1937 година в стружкото село Луково, тогава в Кралство Югославия. Завършва Филологическия факултет „Блаже Конески“ на Скопския университет. Работи като редактор в „Детска радост“ при НИП „Нова Македония“. Член е на Дружеството на писателите на Македония от 1969 година.

## Творчество
- Еден малечок свет (поезия, 1967),
- Зад ридот изворче (разкази, 1972),
- Златното фенерче на летото (поезия, 1973),
- Тивко шумолат брезите (поезия, 1983),
- Грда пролет во глувите ридишта (разкази, 1985),
- Сказна за Горанчо (книжка с картинки, 1986),
- Трите златни соништа (приказки, 1986),
- Артисти напред (драматични текстове, 1988),
- Кога ќе процветаат девојчињата (поезия, 1989),
- Глувото зрно и големиот ум (приказка, 1990),
- Амор од Катино (роман, 1991),
- Изворче од спомени (раскази, 1992),
- Кула од копнежи (роман, 1993),
- Една друга љубов (роман, 1994),
- Сказни (1996),
- Клап, клап, клап (скоропоговорки, 1997),
- Трите осамени глувчиња (книжка с картинки, 1997),
- Танцувајте куклички (драматични текстове, 1999).[1]